# Psidium schenckianum
Psidium schenckianum är en myrtenväxtart som beskrevs av Hjalmar Frederik Christian Kiaerskov. Psidium schenckianum ingår i släktet Psidium och familjen myrtenväxter. Inga underarter finns listade i Catalogue of Life.